# Yongping
Yongping léase Yóng-Ping (en chino:永平县, pinyin:Yǒngpíng xiàn, lit: justicia perpetua) es un condado bajo la administración directa de la prefectura autónoma de Dali. Se ubica al norte de la provincia de Yunnan, sur de la República Popular China. Su área es de 2884 km² y su población total para 2010 fue de más de 100 mil habitantes.

## Administración
El condado Yongping se divide en 7 pueblos que se administran en 4 poblados, 1 villa y 3 villas autónomas. 